# Handwerkskammer Aachen

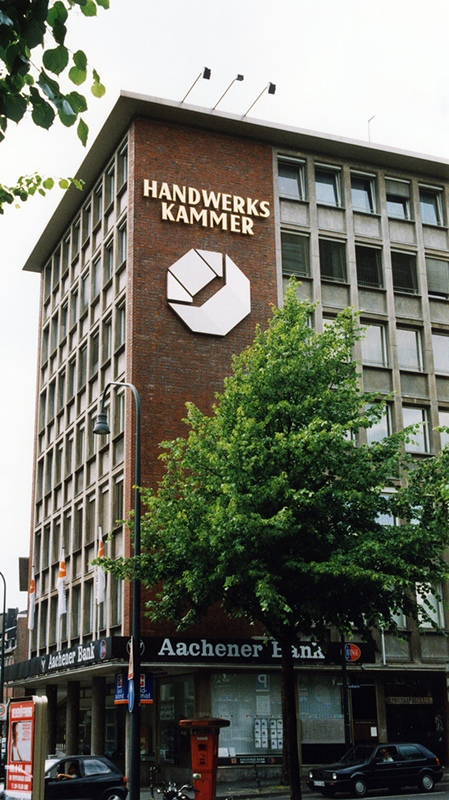
Hauptgebäude der
HWK Aachen, Sandkaulbach 17–21

Die Handwerkskammer Aachen (HWK Aachen) ist die regionale Dachorganisation der Betriebe im Handwerk mit Sitz am Sandkaulbach 21 in Aachen. Sie wurde am 1. April 1900 auf der Grundlage des Handwerkergesetzes vom 26. Juli 1897 als Körperschaft des öffentlichen Rechts gegründet und vertritt die wirtschaftlichen, politischen und gesellschaftlichen Interessen ihrer Mitglieder. Sie arbeitet dabei in engem Verbund mit den regionalen Innungen und der Kreishandwerkerschaft Aachen zusammen, über die sie die Rechtsaufsicht hat. Die HWK Aachen ist Teil des Westdeutschen Handwerkskammertags mit Sitz in Düsseldorf sowie Teil des Deutschen Handwerkskammertags in Berlin und über diesen Mitglied im Zentralverband des Deutschen Handwerks.
In der HWK Aachen, deren Kammerbezirk die Städteregion Aachen und die benachbarten Kreise Düren, Euskirchen und Heinsberg umfasst, sind derzeit über 16.000 Betriebe mit ca. 110.000 Personen organisiert, deren jährlich erwirtschafteter Gesamtumsatz sich auf über 10 Milliarden Euro beläuft.

## Geschichte
Drei Wochen nach ihrer offiziellen Gründung nahm die erste Vollversammlung der Handwerkskammer Aachen mit ihrer konstituierenden Sitzung am 24. Januar 1900, abgehalten im Restaurant zum neuen Klüppel am Holzgraben 9, ihre Arbeit auf. Im Jahr 1908 richtete sie sich eine neue Geschäftsstelle in der Aachener Couvenstraße 13 ein, die sie bis 1925 beibehielt. Im April 1909 eröffnete die HWK ihre erste Berufsschule und verpflichtete zugleich die Handwerksmeister, ihre Lehrlinge an 40 Tagen im Jahr je einmal pro Woche für diese Einrichtung freizustellen.
Durch die Gewerbeordnungsnovelle vom Februar 1929 erhielt im folgenden April die HWK die Absicherung und Ausweitung ihrer Zuständigkeitsbereiche und damit die Gleichstellung mit der Industrie- und Handelskammer Aachen. Zugleich wurde damit auch die Handwerkerrolle eingeführt, in die sich alle Selbständigen und handwerkliche Abteilungen anderer Unternehmen, soweit sie auf Rechnung für Dritte arbeiteten, einzutragen haben.
Im Rahmen einer neuen Verordnung vom Juni 1934, die die Einführung des Großen Befähigungsnachweises beschloss, welcher den Meistertitel zum Führen eines Betriebes voraussetzt, wird die HWK Aachen verpflichtet, diese Neuerung in ihrem Bereich organisatorisch und ausbildungstechnisch umzusetzen.
Im Verlauf des Zweiten Weltkrieges wurde die HWK Aachen genötigt, sich zum 1. April 1943 zu liquidieren. Sie wurde daraufhin mit der IHK Aachen zur Aachener Wirtschaftskammer zusammengelegt, die selbst Teil der Gauwirtschaftskammer Köln-Aachen war. Noch vor dem offiziellen Kriegsende, als Aachen bereits durch die amerikanischen Alliierten befreit worden war, wurde im Januar 1945 der eingesetzte Oberbürgermeister Franz Oppenhoff ermächtigt, die HWK Aachen wieder gemäß ihren alten Strukturen von vor 1933 einzurichten. Im Rahmen dieser Reorganisation nahm die HWK am 4. März 1945 mit der abermaligen konstituierenden Vollversammlung ihre Arbeit wieder auf. Sie konnte ihr Kammergebäude in der Aachener Couvenstraße 18, wo sie seit 1925 residierte, beibehalten, da dieses den Krieg weitestgehend unbeschadet überstanden hatte. Ein Jahr später, am 6. Dezember 1946, wurde die HWK Aachen, aber auch die neu gegründeten Innungsausschüsse, die in Kreishandwerkerschaften umbenannt wurden, durch die Verordnung des Zentralamtes für Wirtschaft in der britischen Zone über den Aufbau des Handwerks als Körperschaft des öffentlichen Rechts erneut bestätigt. Ebenso wurde der Große Befähigungsnachweis als Voraussetzung zur Eintragung in die Handwerkerrolle und die Beteiligung der Gesellen im Verhältnis von einem Drittel an Gesellen zu zwei Drittel an selbständigen Handwerksmeistern in Vollversammlung und Vorstand der Handwerkskammer anerkannt. Im Jahr 1950 konstituierte sich schließlich der Ausschuss für Berufserziehung und Berufsausbildung und 1965 zog die HWK Aachen in ihren neuen Gebäudekomplex in der Aachener Sandkaulbach 21 ein.
Die HWK Aachen konnte nun in den folgenden Jahrzehnten ihren systematischen Aufbau betreiben, neue Bildungs- und Beratungseinrichtungen gründen und Kooperationsverträge eingehen, wie beispielsweise 1985 mit der RWTH Aachen über die Intensivierung des Technologietransfers. Damit war es ihr möglich sich den jeweiligen Veränderungen und Anforderungen in den Handwerksberufen und des Arbeitsmarktes kontinuierlich anzupassen.

## Aufgaben und Ziele
Gemäß den vom Staat übertragenen hoheitlichen Aufgaben ist die HWK Aachen im Rahmen ihrer wirtschaftlichen Selbstverwaltung und unter Berücksichtigung der geltenden Handwerksordnung verpflichtet, die Handwerkerrolle und das Verzeichnis der handwerksähnlichen Gewerbe innerhalb ihres Kammerbereiches zu führen. Sie erlässt Vorschriften zur Berufsausbildung, führt die Lehrlingsrolle und ist verantwortlich für die Durchführung von Gesellen- und Meisterprüfungen.
Als Interessenvertreter für ihre Mitglieder handelt die HWK Aachen ein Bindeglied zwischen Öffentlichkeit, Politik, Verwaltung, Institutionen und Verbänden. Sie wirkt bei Gesetzesinitiativen mit, die das Handwerk betreffen und unterstützt die Erstellung von Gutachten.
Der umfangreichste Aufgabenkomplex der HWK Aachen betrifft das Beratungs-, Service- und Bildungsangebot für ihre Mitglieder. Im Bereich der Bildung unterhält sie eigene Akademien und Bildungszentren in verschiedenen Ortschaften ihres Kammerbezirks und ist darüber hinaus an mehreren überregional tätigen Ausbildungs- und Qualifizierungsbetrieben beteiligt. Auf dem Sektor der Beratung und des Service unterstützt sie bei der Lehrstellen- und Handwerkersuche sowie der Vermittlung von Gebäudeenergieberatern und Sachverständigen. Darüber hinaus vermittelt sie Kooperationspartner sowohl in der gesamten Euregio Maas-Rhein als auch im benachbarten Ausland für grenzüberschreitend tätige Handwerksunternehmen. Mit ihren Beteiligungen an Gründerinitiativen unterstützt die HWK Aachen ihre Mitglieder bei der Arbeitsplatzvermittlung und der Existenzgründung. Dazu zählt unter anderem auch die im Jahr 2004 gemeinsam mit der Stadt Aachen und dem Verein Kulturwissenschaftliches Gründungszentrum e. V. eingegangene Beteiligung an der Einrichtung eines neuen Gründungszentrums in Aachen, welches Kulturschaffende und Handwerker auf dem Weg zur Selbstständigkeit unterstützen soll. Diese Initiative wurde 2007 durch Beteiligung der HWK Aachen am Startcenter NRW ergänzt, wo sie federführend zusammen mit der IHK Aachen und den zuständigen Kreisen an fünf Standorten innerhalb der Städteregion Aachen die Beratungs- und Serviceleistungen für Gründungswillige bündelt. Sie wurde 2008 als beispielhaftes Projekt innerhalb des Wettbewerbs „einfach gründen“ vom Bundesministerium für Wirtschaft und Technologie ausgezeichnet.

## Bildungszentren
Die Handwerkskammer Aachen verfügt derzeit über fünf Bildungszentren für die überbetriebliche Aus-, Fort- und Weiterbildung, die allesamt nach dem Zweiten Weltkrieg gegründet wurden und über den gesamten Kammerbezirk verteilt sind. Diese sind:
- das Bildungszentrum der HWK Aachen, eingerichtet in den Räumen des Zentralgebäudes in Aachen, welches folgende Einzeleinrichtungen beherbergt:
  - die Gewerbeförderungsanstalt (GFA), gegründet 1959, die ein Jahr später auch zur anerkannten Kursstätte für Kunststofftechnik des Instituts für Kunststoffverarbeitung der RWTH Aachen, des Deutschen Verbandes für Schweißtechnik (DVS) und des Deutschen Vereins des Gas- und Wasserfaches (DVGW) wird. Dieser Bereich wurde 1983 in die Berufsbildungs- und Gewerbeförderungseinrichtung (BGE) Aachen überführt.[2] Unter der Federführung der GFA lag auch die Organisation des Gestaltungswettbewerbs Junges Handwerk für Nordrhein-Westfalen im Jahr 1969.
  - die Akademie für Unternehmensführung, gegründet 1981, in der sich Handwerksunternehmerinnen und -unternehmer zum „Betriebswirt im Handwerk“ qualifizieren können.
  - die Online-Akademie, gegründet im Jahr 2000, welche die Möglichkeit bietet, Fernlehrgänge mit Hilfe eines multimediafähigen PCs mit Internet-Zugang zu absolvieren.
  - das Bildungszentrum für Friseure und Kosmetiker, gegründet 2010 mit finanzieller Hilfe des Bundes und des Landes[3]
- das Berufsbildungs- und Gewerbeförderungszentrum (BGZ) Simmerath, gegründet 1969 und eröffnet 1972 in der Kranzbruchstraße in Simmerath als Kooperationsmaßnahme der HWK Aachen mit der Gewerkschaft IG Bau-Steine-Erden und der Stiftergemeinschaft zur Förderung des Handwerks in der Region Aachen e. V. Hier konzentriert sich die überbetriebliche Ausbildung für alle Bau- und Ausbauberufe, für das Dachdecker- sowie für das Tischler- und das Bäckerhandwerk. Im Jahr 2011 wurde das BGZ zusätzlich und als das erste und einzige im Kammerbezirk Aachen mit einer innovativen Tiefenrettungsanlage ausgestattet, womit die Bergung aus großen Tiefen für spezielle Rettungsteams trainiert werden kann.[4]
- die Berufsbildungs- und Gewerbeförderungseinrichtung (BGE) Aachen, eröffnet im Mai 1983 in der Tempelhofstraße in Aachen. Diese ist zuständig für die überbetriebliche Lehrlingsausbildung in den Berufen Metalltechnik, Anlagenmechanik, Schweißtechnik[5], Elektrotechnik, Informationstechnik und Mechatronik. In diese Einrichtung wurde auch die Kursstätte für Kunststofftechnik aus der GFA Aachen integriert und ihre Angebote zusätzlich für Fach- und Führungskräfte aus den Nachbarländern Belgien und Niederlande geöffnet. Darüber hinaus bietet die BGE Weiterbildungsangebote für Fachkräfte aus genannten Berufen sowie Aufstiegsqualifizierungen zum Handwerksmeister und zum Betriebswirt des Handwerks und unterstützt die Förderung des Technologietransfers[6].
- die Akademie für Handwerksdesign Gut Rosenberg,[7] gegründet 1985 in Gemeinschaft mit der FH Aachen und eingerichtet ab 1994 auf Gut Rosenberg in Aachen-Horbach. Mit dieser Akademie knüpft die HWK an ihre frühere Zusammenarbeiten mit der Werkkunstschule Aachen an, die 1971 in die FH übergegangen ist. Auf Gut Rosenberg werden Aus- und Fortbildungen im Bereich Handwerksdesign und nach der Erweiterung im Jahr 2003 um eine, neben der Akademie in Aachen, zweite Akademie für Unternehmensführung auch in Betriebsführung als Two in One-Konzept angeboten. Im Jahr 2008 wurde die Akademie durch das Bundesinstitut für Berufsbildung mit dem Weiterbildungs-Innovations-Preis ausgezeichnet und erhielt ein Jahr später die Zulassung als erstes Kompetenzzentrum für Handwerksdesign und Gestalten in Deutschland.
- das Trainings-Centrum Kraftfahrzeugtechnik (TraCK) in Düren, gegründet im Jahr 2003 und zuständig für die Aus- und Weiterbildung im kraftfahrzeugtechnischem Gewerbe.[8]

Bis vor einigen Jahren bestand noch die 1980 gegründete Berufsbildungs- und Gewerbeförderungseinrichtung (BGE) in Düren, die zuständig war für die überbetriebliche Lehrlingsausbildung in den Berufen Metalltechnik, Anlagenmechanik, Schweißtechnik, Maler und Lackierer sowie Fahrzeuglackierer, wobei es für die Berufsfelder Maler und Lackierer sowie Autolackierer Aufstiegsqualifizierungen zum Handwerksmeister angeboten werden. Im Jahr 2003 wurde diese Einrichtung aufgelöst und die Ausbildungsangebote auf die Bildungszentren BGE, BGZ und TraCK verteilt.
Darüber hinaus verfügt die HWK Aachen über Kooperationen mit den Bildungszentren in Euskirchen und Eupen sowie mit dem Bildungszentrum der Kreishandwerkerschaft Heinsberg.

## Beteiligungen
Neben ihren eigenen Bildungseinrichtungen ist die Handwerkskammer Aachen an weiteren Einrichtungen und Gesellschaften beteiligt, deren gemeinsames Ziel die Förderung der klein- und mittelständischen Wirtschaft und der Qualifizierung des handwerklichen Nachwuchses und der Fachkräfte ist. Die wichtigsten dieser Beteiligungen sind:
- die Stiftergemeinschaft zur Förderung des Handwerks in der Region Aachen e. V., gegründet 1968. Sie dient dazu, die Arbeit der HWK und der Innungen durch gezielte Wirtschaftsförderungsmaßnahmen zu ergänzen und zu unterstützen. Dabei konzentriert sie sich mit ihren Maßnahmen nicht nur auf den Kammerbezirk, sondern betreibt auch Netzwerkarbeit in der gesamten Euregio Maas-Rhein
- der gemeinnützige Trägerverein Berufsbildungs- und Gewerbeförderungszentrum e. V., gegründet 1969 von der HWK, der IG Bau-Steine-Erden und der Stiftergemeinschaft zur Förderung des Handwerks in der Region Aachen e. V. Dessen hauptsächliche Aufgabe ist die finanzielle, logistische und strukturelle Verwaltung und Unterstützung des von ihr errichteten BGZ in Simmerath.
- die Gesellschaft für Berufsbildung, Innovation und Werkstoffprüfung mbH (BIW GmbH), gegründet 1992 als 100-prozentige Tochter der HWK. Ihre Kernbereiche sind die Werkstoffprüfung, die Maschinen- und Gebäudebewertung und das Qualitätsmanagement sowie die Bündelung aller Dienstleistungen, die sich mit der Weiterentwicklung und Beratung rund um die Berufsbildung befassen[11]
- die QualiTec GmbH, ebenfalls eine 100-prozentige Tochter der HWK Aachen, gegründet 2001. Ihre Hauptaufgaben liegen in der Fachkräftevermittlung sowie in der Zusammenarbeit mit der Agentur für Arbeit und den Jobcenter mit Maßnahmen der Einstiegsqualifizierungen für Jugendliche. Ihr Angebot richtet sich dabei vor allem an Großkunden und ausländische Handwerksbetriebe.[12]
- das Berufsbildungszentrum Euskirchen (BZE), gegründet 1970 in Euskirchen in der Rechtsform eines öffentlich-rechtlichen Zweckverbandes. Unter der Trägerschaft der HWK, der IHK Aachen und des Kreises Euskirchen soll sie den Strukturwandel in ihrer Region durch entsprechende Qualifizierungsmaßnahmen und modellhafte Konzeptionen unterstützen und fördern.[13]

## Öffentlichkeitsarbeit
Im Rahmen ihrer Öffentlichkeitsarbeit gab die HWK Aachen ab 1921 und anfangs noch zusammen mit den Handwerkskammern Düsseldorf und Köln das gemeinsame Mitteilungsblatt „Amtliches Organ der Handwerkskammern Aachen, Düsseldorf und Köln“ heraus. Dieses wurde 1946 mit Genehmigung des Ministerpräsidenten Karl Arnold abgelöst durch das eigene Mitteilungsblatt „Aachener Handwerk“, welches ab 1949 in „Grenzland-Handwerk“ umbenannt wurde. Im Jahr 1960 richtete die HWK ein Referat für Presse und Öffentlichkeitsarbeit ein, welches unter anderem das Kammerorgan „Grenzland-Handwerk“ 1969 erneut umbenannte in „Handwerkswirtschaft. Unabhängige Monatszeitung für Wirtschaft, Politik, Technik und Kultur“.
Zusätzlich bietet die HWK über ihr ständig erweitertes und überarbeitetes Internetangebot ausführliche Informationen und Dokumente aus allen Aufgabenbereichen für ihre Mitgliedsbetriebe und interessierte Benutzer.
Ein weiterer Schwerpunkt ihrer Öffentlichkeitsarbeit ist die Beteiligung an zahlreichen Ausstellungen, Märkten und Messen. Im Besonderen ist es der HWK Aachen in Zusammenarbeit mit der Stadt Aachen gelungen, den von ihr ab 1977 veranstalteten jährlichen Markt der Kunsthandwerker als feste Größe zu etablieren. Durch seinen internationalen Zuspruch wurde daraus mittlerweile der Europamarkt der Kunsthandwerker und zählt zu den kulturellen Höhepunkten Aachens. Darüber hinaus sorgte die HWK im Jahr 1986 für internationales Aufsehen, als sie mit großem Erfolg als Veranstalter des ersten Weltkongresses der Kunstschmiede mit 400 Gästen aus 26 Nationen auftrat, woraufhin der Weltkongress 1991 und 1996 noch zweimal nach Aachen vergeben wurde.

## Ehrungen
Gemäß den Gepflogenheiten im Handwerk verleiht die Handwerkskammer Aachen neben den gängigen Urkunden für Arbeits- und Betriebsjubiläen auch die Auszeichnung zum Goldenen Meisterbrief sowie Urkunden für verdiente Ehrenamtsträger wie beispielsweise für Obermeister, Ehrenobermeister oder Ehrenkreishandwerksmeister. Ferner zeichnet sie Persönlichkeiten mit dem Ehrenring oder dem Ehrenzeichen aus, welche sich um das Gesamthandwerk auf Bundes-, Landes- oder Kammerbezirks- und Innungsebene verdient gemacht hatten.

## Präsidenten
- vor 1933: Fritz van Engelshoven, Malermeister
- ab 1933 kommissarisch: Gürtler Engelbert Reiff
- 1945–1974: Walter Bachmann
- 1974–1994: Anton Immendorf, Maurermeister und Bauunternehmer, Ehrenpräsident der HWK Aachen
- 1994–2020: Dieter Philipp, Malermeister, ehemaliger Präsident und anschließender Ehrenpräsident des ZDHs und der HWK Aachen
- seit 2020: Marco Herwartz, Elektrotechnikermeister